# 索岩
索岩（英語：Saw Rock），是南極洲的岩石，位於南桑威奇群島的溫德凱申島北端，處於克羅斯卡特角以北0.7公里，海拔高度25米，在1930年由英國研究隊繪入地圖，由英國海外領土管轄。